# Carousel
Carousel — латвийская инди-поп группа, участник конкурса песни «Евровидение-2019».

## История
Группа была основана в 2015 году певицей Сабине Жугой и гитаристом Марцисом Василевскисом. Дуэт стал известен публике в 2018 году, когда участвовал в концерте «Pasaka ziemā».
В 2019 году группа участвовала в латвийском национальном отборе на конкурс «Евровидение-2019», вышла в финал конкурса «Supernova 2019» и выиграла его. Carousel представила Латвию на конкурсе песни «Евровидение» 2019 года в Тель-Авиве (Израиль) со своей собственной песней «That Night».